# Irvingly van Eijma
Irvingly Nelgeron Nyagelro van Eijma (* 9. února 1994 Tilburg, Nizozemsko) je nizozemský fotbalový útočník a reprezentant Curaçaa, od ledna 2017 hráč klubu RKC Waalwijk.

## Klubová kariéra
Irvingly van Eijma nastupoval v mládežnických týmech nizozemského klubu FC Den Bosch, poté hrál na podzim 2014 na Kypru.
Od prosince 2014 byl v RKTVV (klub na amatérské bázi) a od léta 2015 v FC Oss. Na podzim 2016 zažil nepovedenou anabázi ve finském třetiligovém klubu Atlantis FC. Společně se třemi dalšími Nizozemci byl podezřelý z nekalého ovlivňování zápasů.
V lednu 2017 se vrátil do Nizozemska, připojil se k týmu RKC Waalwijk. V létě 2017 byl na testech v České republice: v prvoligových klubech FC Baník Ostrava a FC Zbrojovka Brno.

## Reprezentační kariéra
V letech 2012–2013 odehrál 8 zápasů za fotbalovou reprezentaci Curaçaa U20.
V A-týmu Curaçaa debutoval v roce 2016.